# Belagerung von Jülich (1814)
Die Belagerung von Jülich durch Streitkräfte der Sechsten Koalition fand vom 15. Januar bis zum 4. Mai 1814 während der Befreiungskriege statt. Im Unterschied zu den Belagerungen im 17. Jahrhundert kam es kaum zu Kampfhandlungen. Die Belagerung endete nach der Abdankung von Napoleon Bonaparte mit der Übergabe Jülichs.

## Vorgeschichte
Nach der verlorenen Völkerschlacht bei Leipzig und dem Abfall der Rheinbundstaaten zogen die Franzosen sich aus Deutschland zurück. Die Festung Jülich gehörte damals wie alles Land westlich des Rheins zu Frankreich und sollte den Übergang über die Rur schützen. Bereits ab dem 12. Dezember 1813 galt der Belagerungszustand. Am 15. Januar 1814 verließ der französische General Sebastiani mit seinen Truppen Köln und ließ auf dem Marsch nach Nordfrankreich 3.000 Soldaten in Jülich zurück, so dass die General Bouquet unterstellte Garnison der Festung insgesamt 5.000 Mann stark wurde. Bald darauf tauchten jedoch die Spitzen der nachdrängenden Heere der Koalition auf und schlossen die Festung ein. Die französische Besatzung war trotz ihrer Verstärkung immer noch viel zu schwach, um die der Festung zugedachte Aufgabe als Rückhalt für ein starkes Feldheer sowie den Schutz des Rurübergangs wahrzunehmen.

## Die Belagerung
Als erste erschien am 16. Januar eine Vorausabteilung von 150 russischen Kosaken unter dem Kommando von General Alexei Wassilijewitsch Ilowaiski (1767–1842). Erst am 17. Februar traf das Lützowsche Freikorps ein, das mit der eigentlichen Belagerung begann und sein Hauptquartier im nahegelegenen Schloss Hambach nahm. Der Schutz der Rurbrücke, eine der wichtigsten Aufgaben der Festung, erwies sich bald als überflüssig, da die Koalitionsarmeen nicht auf die an Jülich vorbeiführende Straße angewiesen waren, sondern wenige Kilometer stromaufwärts bei Altenburg eine neue Brücke schlugen und Festung und Garnison umgingen.
Die Belagerer wechselten sich des Öfteren ab; das Lützowsche Korps wurde bald durch schwedische Verbände ersetzt und schließlich übernahmen dänische und mecklenburgische Truppen ihre Aufgaben. Aus dieser Zeit rührt auch die Bezeichnung Schwedenschanze im Jülicher Ortsteil Broich her, wo die Schweden ihr Hauptquartier aufschlugen.
Die Belagerung wurde auf beiden Seiten mit wenig Elan geführt und war eher eine Blockade. Die Belagerten führten zwar insgesamt sechs Ausfälle durch, zogen sich aber jedes Mal sofort wieder in die Festung zurück, wenn die Aktion sich zum Gefecht zu entwickeln drohte. Der erste Ausfall erfolgte in Richtung des Jülicher Busches, der zweite in Richtung Karthaus, der dritte gegen Kirchberg, der vierte nach Bourheim, der fünfte in Richtung Aldenhoven und der sechste in Richtung Broich. In den Aufzeichnungen des Lützowschen Freikorps ist für den 24. Februar ein Ausfall in Richtung Karthaus vermerkt, der mit 500 Infanteristen, 40 Kavalleristen und einem Feldgeschütz vorgetragen wurde, um sich des unweit der Festungsmauern gelegenen ehemaligen Klosters zu bemächtigen. Es entwickelte sich hierbei ein mehrstündiges Gefecht, bei dem die Belagerer angeblich nur zwölf Verwundete
verloren, die angreifende Garnison dagegen allein etwa hundert Tote zu beklagen hatte und sich unverrichteter Dinge wieder zurückzog. Der Ausfall wurde zwei Tage später mit 300 Mann Infanterie, 60 Mann Kavallerie und einem Feldgeschütz wiederholt, endete aber wie der erste. Diesmal verlor das Freikorps zwei Tote, die Ausfälle der Garnison werden dagegen als „beträchtlich“ bezeichnet. Noch einmal zwei Tage später wurde der Ausfall erneut in ähnlicher Stärke wiederholt und auch diesmal unter Verlusten abgewiesen.
Umgekehrt zeigten auch die Belagerer wenig Neigung, die Festung direkt anzugreifen, und beschränkten sich auf die Blockade sowie mehrfache Beschießungen. Die Bombardements dauerten jeweils nur kurz und endeten, sobald in der Stadt ein Gebäude in Brand geriet. In der Stadt kam es während der Blockade zu einer Typhusepidemie, die angeblich bis zu 2.000 Opfer, darunter 300 Jülicher Bürger, forderte. Das Lützowsche Freikorps praktizierte überfallartige Beschießungen mit leichten Feldbatterien, um die Besatzung zu beunruhigen, und zog sich zurück, sobald Alarm gegeben wurde.
Mit dem Eintreffen der Nachricht von der Einnahme von Paris und der Abdankung Napoleons am 28. April 1814 ließ der Kommandant tags darauf die weiße Flagge am Turm der Propsteikirche hissen und die Tore öffnen. Am 1. Mai verhandelte ein sächsischer Offizier die Inbesitznahme der Festung und am 3. Mai rückten insgesamt 4.000 sächsische Soldaten (drei Linien- und zwei Landwehr-Bataillone) in die Festung ein. Tags darauf verließen die verbliebenen 2.500 französischen Soldaten mit ihren Waffen und neun Geschützen die Festung.

## Nachspiel
Nach dem Wiener Kongress kam das französische Rheinland zum größten Teil an Preußen. Der in Jülich geborene Landschaftsmaler Johann Wilhelm Schirmer erlebte die Belagerung als Kind mit und schildert sie in seinen Lebenserinnerungen. Festungskommandant wurde der preußische Offizier von Keyserlinck.